# Programa de Educación Inicial y Primaria 2008
El  Programa de Educación Inicial y Primaria de Uruguay se creó en el año 2008.
Es considerado un documento oficial, contiene los saberes seleccionados que  serán enseñados en las escuelas, en el marco de los cometidos y principios establecidos en la Ley de Educación. 
Se ha elaborado con el objetivo de integrar los Programas de Educación Inicial, Común, Rural y Especial constituyendo una propuesta educativa que garantiza la continuidad y coherencia en la formación de los niños y jóvenes. 
Son planteados en él, un conjunto de  conocimientos para ser enseñados a todos los alumnos. Los docentes, como profesionales autónomos,realizarán la contextualización necesaria respetando las especificidades del ámbito rural o urbano, la edad de los alumnos, sus condiciones culturales entre otras singularidades.

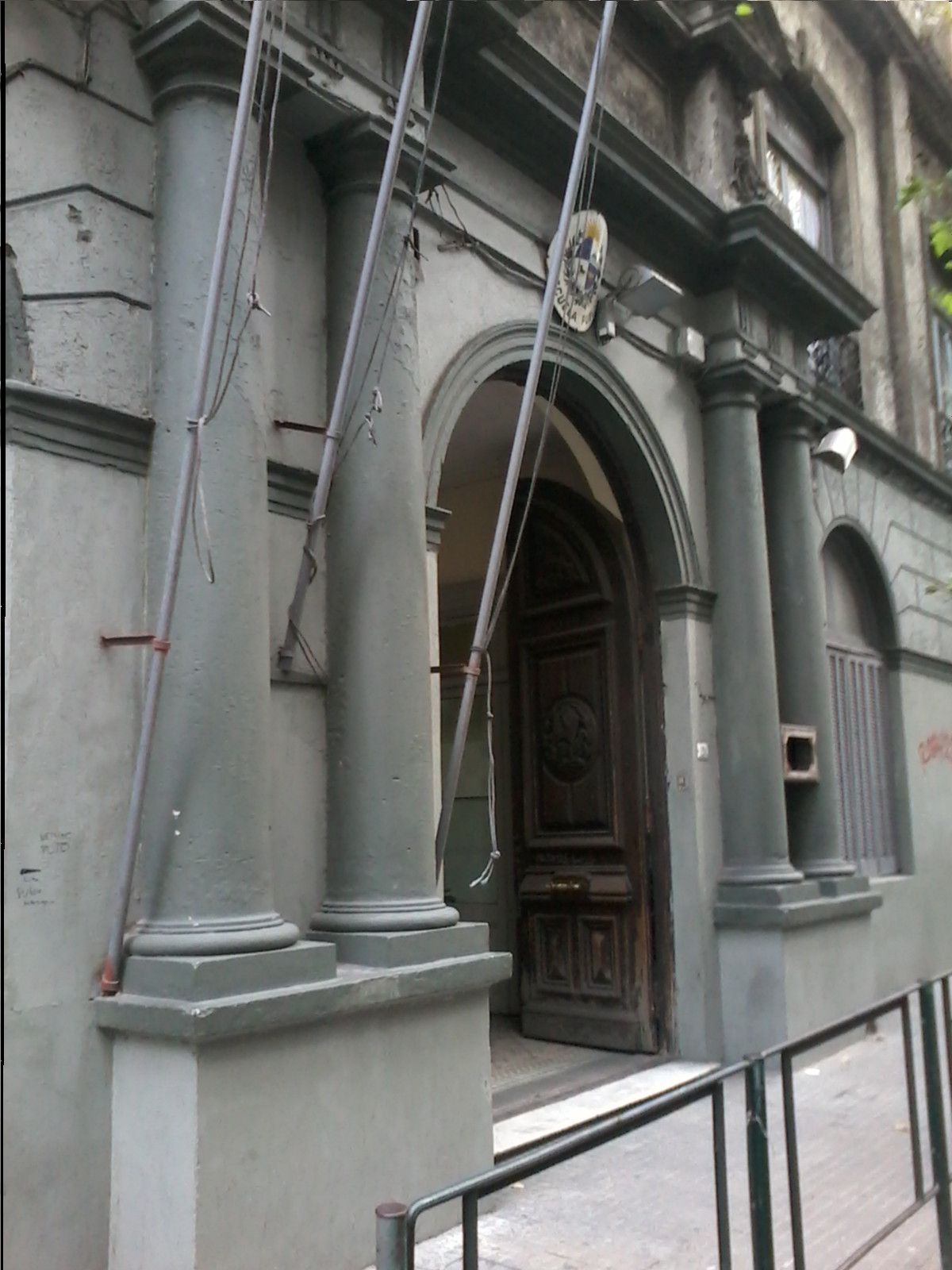
Escuela Argentina

## Áreas del conocimiento
Desde la epistemología, el conocimiento se organiza en una estructura la cual  se divide en cinco: Área del Conocimiento de  Lenguas, Área del Conocimiento Matemático, Área del Conocimiento Artístico, Área del Conocimiento Social y Área del Conocimiento de la Naturaleza.
En cada área podemos encontrar: la fundamentación, los objetivos generales y la bibliografía.

## Los contenidos de enseñanza
A partir de las redes conceptuales son formulados los contenidos de enseñanza. Los contenidos no se repiten, no tienen un orden, ni jerarquización, esto le corresponde al docente, quién mediante la planificación, coordinación e investigación secuenciará los contenidos.

## Las redes conceptuales
Las redes conceptuales muestran los saberes que son necesarios que el alumno construya a lo largo del ciclo que el alumno curse. Además, a través de las redes, podemos ver las relaciones teóricas y epistemológicas que mantiene el conocimiento, lo cual facilita la construcción de significados.
Pueden ser consideradas como una herramienta que sirve a los docentes para determinar sus prácticas.

## Las ejemplificaciones
En esta sección se encuentran ejemplos para abordar diferentes contenidos, los cuales sirven al docente como guía para construir sus propias actividades.Se apunta siempre al aprendizaje integral, relacional y progresivo por parte de los alumnos.